# Herb Jedliny-Zdroju
Herb Jedliny-Zdroju – jeden z symboli miasta Jedlina-Zdrój w postaci herbu.

## Wygląd i symbolika
Herb przedstawia w polu srebrnym (białym) na pagórku zielonym pawilon zdrojowy czerwony, z bijącym źródłem pośrodku, z dachem zielonym i taką samą sygnaturką, ponad którą śląski orzeł czarny ze srebrną przepaską z krzyżem. Wokół pawilonu czerwone ogrodzenie z herbem pośrodku, w którym w tarczy skwadrowanej na złocie w polu 1 i 4 czarny ostrzew, w polu 2 i 3 czarne skrzydło orle.

## Historia

Herb Jedliny-Zdroju obowiązujący do 2010.

W latach 1976–2010 obowiązywał herb, który miał tarczę trójdzielną w prawo w skos. W prawym górnym (heraldycznie) polu przedstawiał żółte koło otoczone promieniami, symbolizujące słońce. Pas środkowy miał barwę błękitną, w górnym rogu pasa białe pole a w nim złoty monogram J – inicjał nazwy miasta. Pole dolne miało barwę zieloną i przedstawiało schematycznie góry, między nimi widniała biała czasza, z której tryskały strumienie wody.
Podobnie jak w jeszcze wcześniejszym herbie, symbolika nawiązywała do położenia miasta w górach, dużego nasłonecznienia oraz uzdrowiskowego charakteru Jedliny-Zdroju. We wzorze, ustanowionym w 1976 przez Miejską Radę Narodową, nie występował natomiast monogram. Inny też był układ elementów: słońce widniało pośrodku tarczy w polu błękitnym, dwa wzniesienia miały kształt pagórków o łagodnych zboczach, czasza była czerwona a tryskająca z niej woda błękitna.
Wzór ten został zakwestionowany przez Komisję Heraldyczną przy MSWiA jako niezgodny z zasadami heraldyki. W związku z tym miasto zleciło opracowanie nowego herbu heraldykowi dr. Dariuszowi Woźnickiemu. Jego wzór oparty został na przedwojennym wzorze autorstwa Otto Huppa, zmieniono jedynie drobne szczegóły oraz orła pruskiego zastąpiono dolnośląskim. Równocześnie opracowano także projekt miejskiej flagi, której dotąd miasto nie posiadało. Symbole zostały przyjęte uchwałą nr XXXIII/179/10 z 18 marca 2010